# セントラル・ド・ブラジル駅

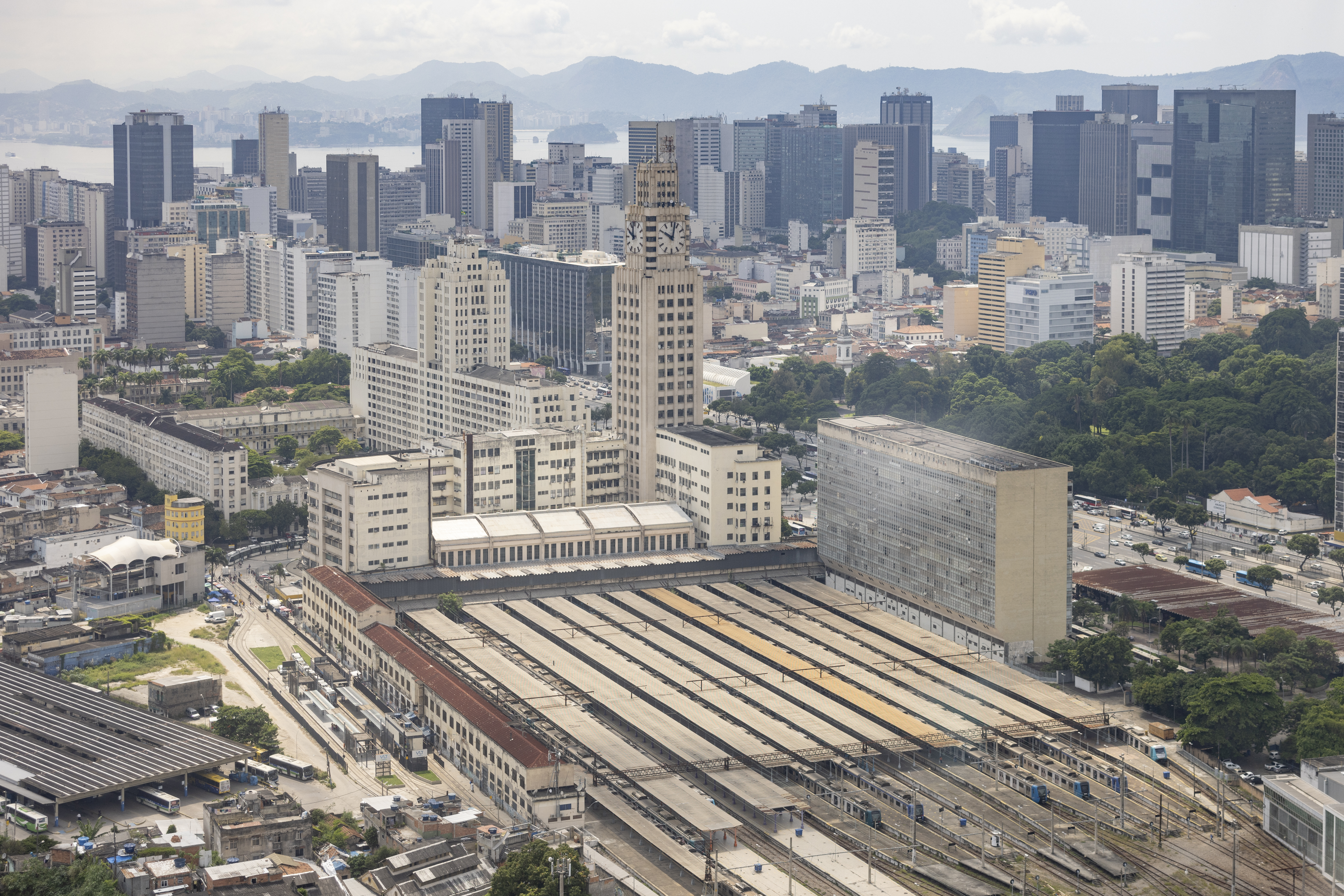

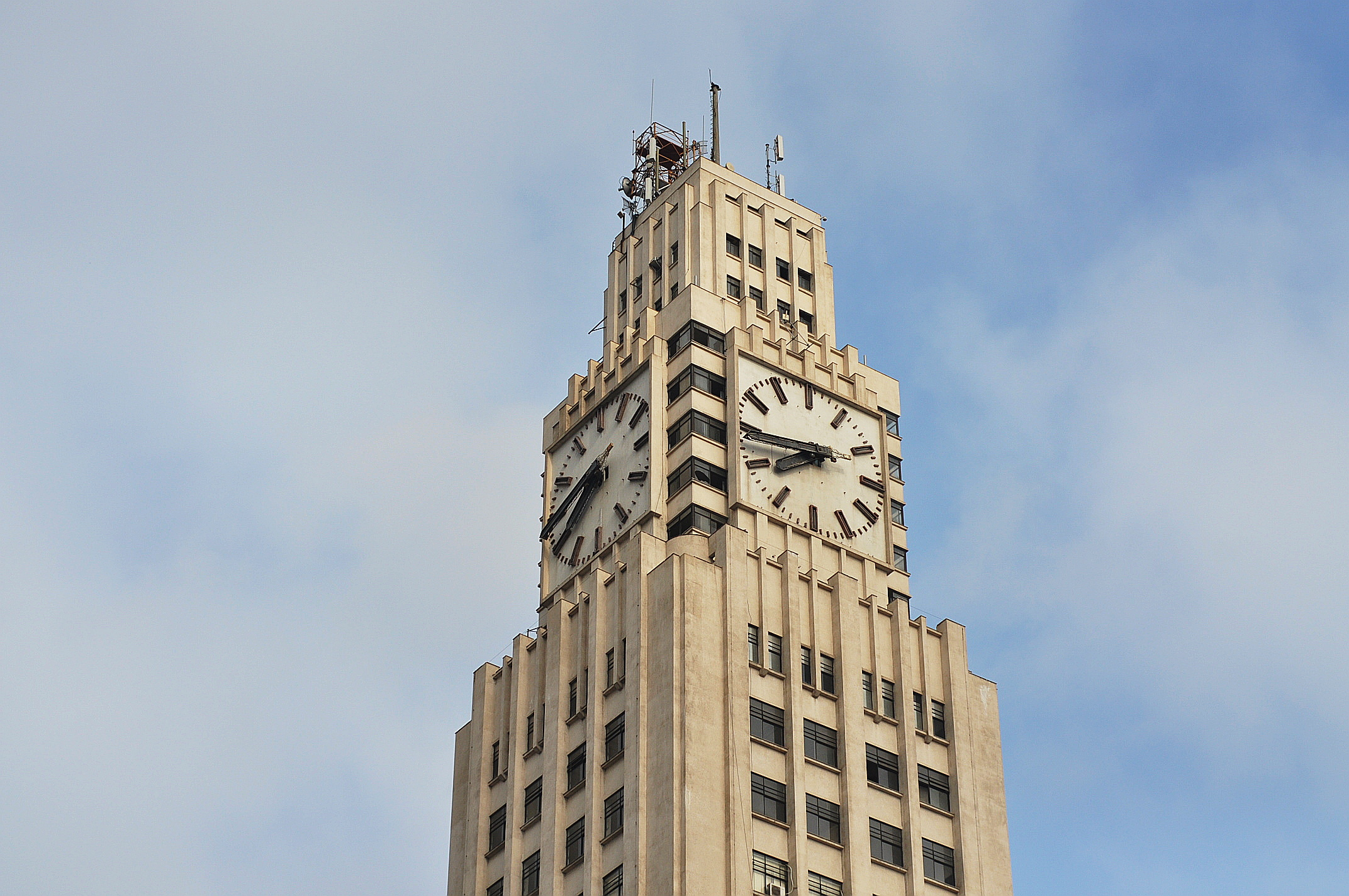

セントラル・ド・ブラジル駅は、ブラジルのリオデジャネイロにある鉄道駅。「リオデジャネイロ中央駅」と訳されることもある。また、現地では1998年に改称される前の駅名であるドン・ペドロ・セグンド（ペドロ2世）駅の名でも依然良く知られている。ブラジル有数の大規模なターミナル駅である。

## 概要
1858年に当時のブラジル中央鉄道の駅として開業した。現在の建物は7年の工期をかけ1943年に竣工したもので、アール・デコ様式の影響を受けており、塔楼の4面には大時計が掲げられている。プラットフォームは頭端式であり、かつてはサンパウロ州やミナスジェライス州に至る鉄道の起点であったが、すでに長距離列車の駅としては機能しておらず、現在はリオデジャネイロの北及び西の郊外に伸びる通勤電車網SuperViaの拠点駅となっている。この駅はリオデジャネイロ地下鉄の駅とも接続している。

## その他
1998年にはこの駅も舞台の一部となった映画、セントラル・ステーションが公開された。